# ریچفورد (حوزه سرشماری)، ورمانت
ریچفورد (به انگلیسی: Richford) یک منطقهٔ مسکونی در ایالات متحده آمریکا است که در ورمانت واقع شده‌است. ریچفورد ۱٬۳۶۱ نفر جمعیت دارد و ۱۳۵ متر بالاتر از سطح دریا واقع شده‌است.